# 阿爾圖拉斯 (佛羅里達州)
阿爾圖拉斯（英語：Alturas）是位於美國佛羅里達州波爾克縣的一個人口普查指定地區。

## 地理
阿爾圖拉斯的座標為27°52′18″N 81°42′54″W / 27.87167°N 81.71500°W，而該地最高點為海拔高度53米（即174英尺）。

## 人口
根據2010年美國人口普查的數據，阿爾圖拉斯的面積為155.21平方千米，當中陸地面積為139.68平方千米，而水域面積為15.53平方千米。當地共有人口4185人，而人口密度為每平方千米26人。